# Diosdado Simón
Diosdado Simón Villares (Torremenga, 15 de octubre de 1954-Cáceres, 28 de abril de 2002) fue un investigador, biólogo, botánico, arboricultor y educador ambiental español. Naturalista divulgador de los árboles singulares de Extremadura.
Estudió biología en la UCM, investigó la vegetación de Extremadura y fue jefe de parques y jardines del Ayuntamiento de Cáceres y miembro de la junta directiva de ADENEX, asociación que lo homenajeó en 2003 dándole su nombre a unos premios.
Falleció de cáncer de pulmón en 2002, cuando preparaba la exposición Por huevos. Estaba casado con la abogada Dolores Neria, con quien tenía dos hijos.

## Honores

### Eponimia
El ayuntamiento de Cáceres le dio su nombre a un jardín que él mismo diseñó, el Jardín Diosdado Simón, espacio ajardinado que rodea los Museos de Pedrilla y Guayasamín, donde se han realizado diversas actividades en su honor como su exposición de orquídeas Por huevos (debido a que Orchis significa testículo en latín y recuerda a la forma del bulbo) en el Museo Guayasamín en 2003.